# Quincy Butler
Quincy Lee Butler (* 1. September 2001 in Sacramento) ist ein US-amerikanischer Fußballspieler. Er steht bei der WSG Tirol unter Vertrag.

## Karriere
Butler stammt aus der Jugendakademie von Sacramento Republic. Für die Profis von Sacramento kam er 2018 in zwei Spielen der USL Championship zum Einsatz. In der Saison 2019/20 wechselte Butler nach Deutschland zur U19 des Bundesligisten TSG 1899 Hoffenheim. Dort spielte er zunächst eine Saison in der A-Junioren-Bundesliga, ehe er 2020 in die zweite Mannschaft des Vereins in der Regionalliga Südwest aufrückte. Für diese kam er in vier Spielzeiten zu insgesamt 53 Regionalligaeinsätzen, in denen er siebenmal traf.
Zur Saison 2024/25 wechselte Butler zum österreichischen Bundesligisten WSG Tirol.